# Antípoda

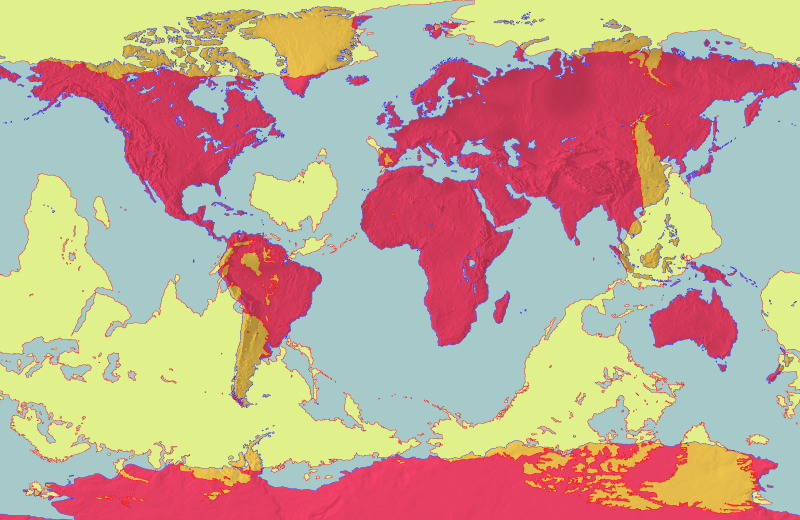
Mapa mundi amb els antípodes. En groc se superposen els antípodes sobre el mapa vermell.

El punt antípoda (del grec ἀντίποδες, format de anti- 'contra', 'oposat', i pous 'peu', o 'amb els peus del revés') és el punt oposat de la superfície de la Terra, el lloc a la màxima distància possible d'un altre. S'utilitza el masculí plural,  els antípodes, per anomenar les terres més pròximes al punt antípoda.
Per exemple, Nova Zelanda es troba als antípodes dels Països Catalans. En concret, l'antípoda dels Països Catalans es troba a l'est de Nova Zelanda, entre l'illa del Nord i les illes Chatham. El 1984 es va organitzar un viatge des de Catalunya per anar a Christchurch (Nova Zelanda) a posar una placa indicant en anglès, català i castellà que «si des d'aquest lloc travesséssim la terra, sortiríem a Catalunya».
Al sud de Nova Zelanda hi ha les illes Antípodes que es van anomenar així per creure que eren l'antípoda de Londres. En realitat el seu antípoda es troba al canal de la Mànega davant la costa francesa.
| Ciutat           | Coordenades                   | Antípodes                                              |
| ---------------- | ----------------------------- | ------------------------------------------------------ |
| Andorra la Vella | 42° 30′ 30″ N, 1° 31′ 30″ E   | 42° 30′ 30″ S, 178° 28′ 30″ O / 42.50833°S,178.47500°O |
| Barcelona        | 41° 24′ 7″ N, 2° 10′ 17″ E    | 41° 24′ 7″ S, 177° 49′ 43″ O / 41.40194°S,177.82861°O  |
| Christchurch     | 43° 31′ 22″ S, 172° 38′ 27″ E | 43° 31′ 22″ N, 7° 21′ 33″ O / 43.52278°N,7.35917°O     |
| Girona           | 41° 58′ 59″ N, 2° 49′ 28″ E   | 41° 58′ 59″ S, 177° 10′ 32″ O / 41.98306°S,177.17556°O |
| Palma            | 39° 34′ 16″ N, 2° 38′ 48″ E   | 39° 34′ 16″ S, 177° 21′ 12″ O / 39.57111°S,177.35333°O |
| Perpinyà         | 42° 41′ 55″ N, 2° 53′ 44″ E   | 42° 41′ 55″ S, 177° 6′ 16″ O / 42.69861°S,177.10444°O  |
| València         | 39° 28′ 30″ N, 0° 22′ 36″ O   | 39° 28′ 30″ S, 179° 37′ 24″ E / 39.47500°S,179.62333°E |

## Antec
L'antec (del llatí antoeci, -ōrum, i aquest del grec ἄντοικος) és el punt de l'esfera terrestre simètric d'un altre, respecte al pla de l'equador. Per tant, els dos punts estan col·locats al mateix meridià, estan en hemisferis diferents i equidisten de l'equador.

## Periec
El periec (del grec περί peri, "al voltant" i οἶκος, oikos, "casa", o "del voltant de casa") és el punt situat al mateix paral·lel de latitud però en meridians oposats, és a dir a 180 graus de longitud. Com a casos especials, els únics periecs que serien alhora antípodes serien els situats sobre l'equador.